# استپان بارسقیان
استپان ساریبکی بارسقیان (Ստեփան Սարիբեկի Բարսեղյան؛ زادهٔ ۱۸ آوریل ۱۹۵۸ - درگذشته ۲۹ آوریل ۲۰۱۹) یک سیاستمدار اهل ارمنستان است که از تاریخ تا تاریخ نمایندگی دوره‌های اول و دوم مجلس ملی جمهوری ارمنستان را برعهده داشت. وی از تاریه ۲۰۰۳ تا ۲۰۰۶ استاندار استان گغارکونیک بود.

## زندگی‌نامه
در ۱۸ آوریل ۱۹۵۸ در واردنیس به دنیا آمد و از دانشگاه دولتی علوم پرورشی خاچاطور آبوویان ارمنستان و دانشکده حقوق دانشگاه دولتی ایروان فارغ‌التحصیل شد.  وی در ۲۹ آوریل ۲۰۱۹ در سن ۶۱ سالگی در درگذشت.